# Pascal Stöger
Pascal Stöger (* 7. Juli 1990) ist ein ehemaliger österreichischer Fußballspieler. Er ist der Bruder von Kevin Stöger.

## Karriere
Stöger begann seine Karriere beim ATSV Vorwärts Steyr, wo er 1994 in der Jugendmannschaft begann. 2004 wurde er von der SV Ried in deren Jugendabteilung geholt. Bis 2008 war er dort in der Jugend aktiv, ehe er in die Amateurmannschaft wechselte, wo er bis zu seinem ersten Bundesligaeinsatz 15 Spiele absolvierte.
Am 21. März 2009 gab Stöger sein Debüt in der Bundesliga. Im Spiel der Rieder gegen den SCR Altach kam er in der Nachspielzeit für Stefan Lexa ins Spiel. Ried gewann das Spiel 3:2.
Im Sommer 2009 wechselte er leihweise zu den Red Bull Salzburg Juniors, um dort Spielpraxis zu sammeln. Nach einem Jahr wechselte er zum USK Anif in die Regionalliga West. Zur Saison 2011/12 schloss sich Pascal Stöger Union Dietach an.